# Daniel Edward Friedlein
Daniel Edward Friedlein (ur. 1802, zm. 1855) – polski księgarz i drukarz. 

## Życiorys
Był synem Jana Friedleina po którym przejął księgarnię w 1834 roku. Odziedziczone zasoby znacznie powiększył wykupując likwidowane księgarnie Drelinkiewicza i Jana Maya. Rozszerzył działalność o zakupioną drukarnie również od Maya. W ramach działalności księgarni prowadził handel komisowy wydawnictw Uniwersytetu Jagiellońskiego i Krakowskiego Towarzystwa Naukowego. Jego księgarnia dostarczała podręczniki dla Biblioteki Jagiellońskiej i Biblioteki Raczyńskich w Poznaniu oraz sprowadzała z zagranicy druki emigracyjne omijając cenzurę. 
W drukarni Friedleina wychodziło od 1848 roku do 1934 czasopismo Czas pod redakcją Stanisława Koźmiana i Pawła Popiela. Spod prasy wyszło ok. pięćdziesiąt pozycji m.in. Album 24 widoków Krakowa i okolicy opatrzony rysunkami Głowackiego.  W 1850 roku biblioteka oraz część drukarni i introligatorni spłonęła w pożarze Krakowa. 
W 1830 roku ożenił się z Fryderyką Cachet w kościele św. Marcina w Krakowie. Księgarnię odziedziczył jego syn Józef Edward Friedlein, późniejszy prezydent Krakowa. Jest pochowany na cmentarzu w Krzeszowicach.